# Waffenfarbe
Waffenfarben dienen in einer Reihe von Streitkräften an militärischen Uniformen Rangabzeichen, Schulterstücken, Lampassen oder Paspelierungen als Unterscheidungsmerkmal für verschiedene Waffengattungen, Spezialtruppen, Dienste und Verwendungen.

## Historische Entwicklung
Spätestens zu Beginn des 20. Jahrhunderts wurde deutlich, dass der technische Fortschritt in der Waffenentwicklung die traditionell in vielen Armeen verwendeten farbigen Uniformen unzweckmäßig machte. Ihre Träger waren zu auffällig und damit angesichts der Einführung des rauchschwachen Pulvers, der immer mehr gesteigerten Zielgenauigkeit, Feuergeschwindigkeit und Schussweite von Infanterie- und Artilleriewaffen unnötig gefährdet. Ein Verzicht auf aufwendige Uniformgestaltung rationalisierte zudem die Ausstattung der im Zeichen des Wettrüstens immer weiter vergrößerten Massenarmeen. So hatte eine ganze Reihe von Staaten bereits vor 1914 unauffällige Einheitsuniformen eingeführt, wie Großbritannien (rot durch khaki für die Kolonien, und durch braun für das Heimatheer ersetzt), bzw. für den Kriegsfall vorbereitet, wie das Deutsche Reich (preußischblau durch feldgrau ersetzt). Diese Entwicklung fand ihren Abschluss im Grabenkrieg des Ersten Weltkrieges. Die z. B. in Deutschland anfangs teilweise noch beibehaltenen bunten Abzeichenfarben an Kragen und Ärmelaufschlägen als Zeichen teilweise jahrhundertealter Regimentstradition verschwanden im Kriegsverlauf mit der Einführung zweckmäßigerer Felduniformen. Frankreich ersetzte seine zunächst roten Uniformhosen rasch durch blaue. Um zumindest noch die Waffengattungen erkennbar zu machen, erhielten in Deutschland und Frankreich etwa ab 1915 einige wenige Uniformteile farbige Vorstöße und Regimentsnummern. Nach 1918 setzten sich dann in vielen Armeen feste Farbzuordnungen durch. In Deutschland bürgerte sich bei der Neuuniformierung der Reichswehr 1921 hierfür der Begriff Waffenfarbe ein. Für den Kampf- oder Arbeitsanzug wird die Waffenfarbe heute oft nur für ganz wenige Bestandteile verwendet (in der Bundeswehr z. B. nur mehr für eine schmale Litze an den Rangabzeichen), während sie auf dem Gesellschafts- oder Dienstanzug gut sichtbar hervortritt, typischerweise auf dem Kragenspiegel bzw. der Unterlage von Abzeichen.
Alternativ zu Waffenfarben verwenden verschiedene Streitkräfte, wie beispielsweise US Army, British Army und die Schweizer Armee, stilisierte Abzeichen zur Unterscheidung der Truppengattung, die meist am Kragen angebracht sind. Es gab auch Kombinationen von Waffenfarbe und Gattungsabzeichen wie beispielsweise bei der Sowjetarmee.

## China
Die Nationalchinesische Armee führte 1912 Rangabzeichen und Waffenfarben nach japanischem Vorbild ein. Die Farbwahl unterschied sich allerdings.
- Infanterie: Rot
- Kavallerie: Gelb
- Artillerie: Blau
- Pioniere: Weiß
- Transporttruppe: Schwarz
- Sanitätstruppe: Dunkelgrün
- Militärpolizei: Rosa (ab 1929 Karminrot)
- Militärverwaltung: Karminrot

## Deutschland
Die Waffenfarbe soll in deutschen Streitkräften identitätsstiftend wirken und den Korpsgeist fördern. Bisweilen nimmt sogar Liedgut der Truppe Bezug auf sie, beispielsweise „Grün ist meine Waffenfarbe“ bei den Grenztruppen der DDR, „Wir tragen die roten Spiegel“ beim Wachregiment Feliks Dzierzynski und „Bordeauxrot sind die Spiegel, Bordeauxrot ist der Wein, Bordeauxrot ist der Himmel, ABC muss sein“ bei der ABC-Abwehrtruppe der Bundeswehr. Die Alltagssprache der Soldaten geht aber häufig deutlich weniger respektvoll damit um: So wurde beispielsweise der Text des Grenzer-Liedes zu „Grün ist eine Affenfarbe“ verballhornt. Und dass das ABC-Lied heute noch identitätsstiftend wirkt, wird inzwischen von der Bundeswehr selbst in Frage gestellt.

### Bundesrepublik Deutschland

#### Bundeswehr
Bei ihrer Aufstellung 1955 verzichtete die Bundeswehr auf Kragenspiegel zur Unterscheidung der Truppengattungen. Nach dem Vorbild der US-Armee wurden zunächst charakteristische Metallembleme zur Unterscheidung der Truppengattungen am Kragen angebracht. Nur Generale und Offiziere im Generalstabsdienst trugen bereits seit 1955 Kragenspiegel in traditioneller Form. Spätestens bis Frühjahr 1957 wurden die Kragenspiegel in Waffenfarbe auch für alle übrigen Soldaten wieder eingeführt.

#### Polizeien des Bundes
- Bundesgrenzschutz (jetzt Bundespolizei): dunkelgrün
- Bahnpolizei: mittelblau

Auch wenn innerhalb dieser Polizeien keine unterschiedlichen Waffenfarben verwendet wurden, waren die beim Militär typischerweise waffenfarbigen Uniformteile auch hier in einer charakteristischen, von der Uniform abweichenden Farbe gehalten, so dass auch hier von einer Waffenfarbe gesprochen werden kann.

### Deutsche Demokratische Republik
Im Zuständigkeitsbereich der „Ministerien der bewaffneten Organe“ der DDR (Verteidigung, Staatssicherheit und Inneres) gab es folgende Waffenfarben:

#### Ministerium für Nationale Verteidigung
Siehe hierzu:

#### Ministerium für Staatssicherheit
- alle uniformierten Kräfte: bordeauxrot
- zur Verschleierung der Zugehörigkeit auch andere Waffenfarben: z. B. weiß, schwarz

#### Ministerium des Inneren

##### Kasernierte Volkspolizei
Die Kasernierte Volkspolizei (KVP), als Vorläuferorganisation der NVA, orientierte sich bezüglich Uniform-Zuschnitt und Waffenfarben an der Sowjetarmee.
- Generale:
  - Infanterie: Mützenpaspelierung: karmesin, Besatz dto., Schulterstücke: dto. Kragenspiegel dto. mit goldener Umrandung
  - Artillerie: Mützenpaspelierung: karmesin, Besatz dunkeloliv, Schulterstücke schwarz, Kragenspiegel: schwarz mit goldener Umrandung
  - Panzer: Mützenpaspelierung: blau, Besatz blau, Schulterstücke blau, Kragenspiegel: blau mit goldener Umrandung
  - übrige (Eisenbahn-, Kfz.-, Chem.-, Rückw. Dienste): Mützenpaspelierung: malino, Besatz dto., Schulterstücke: malino, Kragenspiegel: malino gold umrandet
- Artillerie: Mützenpaspelierung: malino, Besatz schwarz, Offiziere dunkeloliv (?), Schulterklappen: schwarz, Kragenspiegel: schwarz mit malino Umrandung
- Chemische Truppen: Mützenpaspelierung: schwarz, Besatz: dunkeloliv, Schulterklappen: schwarze Umrandung, Offiziere voll schwarz, Kragenspiegel: schwarz
- Eisenbahntruppen: Mützenpaspelierung: grün, Besatz dunkeloliv, Kragenspiegel schwarz mit grüner Umrandung,
- Intendantur, administrativer-, medizinischer- und juristischer Dienst: Mützenpaspelierung: malino, Besatz grün, Schulterklappen: grün umrandet, Offiziere voll grün, Kragenspiegel: grün, Offiziere dto. malino umrandet
- Infanterie: Mützenpaspelierung: malino, Besatz dto., Schulterklappen: Umnrandung malino, Kragenspiegel: malino; Offiziere mit schwarzer Umran Kragenspiegel dung
- Kfz-Truppen: Mützenpaspelierung: malino, Besatz dunkeloliv, Schulterklappen: schwarze Umrandung, Offiziere voll schwarz, Kragenspiegel mit roter Umrandung
- Nachrichten: Mützenpaspelierung: gelb, Besatz: dunkeloliv, Schulterklappen: Umrandung schwarz, Offiziere voll schwarz, Kragenspiegel: schwarz mit gelber Umrandung
- Panzer: Mützenpaspelierung: blau, Besatz blau (auch Offiziere), Schulterklappen: Umrandung blau, Kragenspiegel: blau, Offiziere mit schwarzer Umrandung
- Pioniere: Mützenpaspelierung: blau, Besatz: dunkeloliv, Schulterklappen: Umrandung schwarz, Offiziere voll schwarz, Kragenspiegel: schwarz mit blauer Umrandung
- Volkspolizei Luft: hellblau
- Volkspolizei See: dunkelblau

Mit Überleitung der KVP zur NVA im Jahre 1956 wurden die Waffenfarben der NVA verwendet.

##### Volkspolizei
Die Volkspolizei verwendete bis 1990 folgende Waffenfarben:
- Schutzpolizei und Zentrale Kräfte Schutzpolizei: Dunkelgrün
- Volkspolizei-Bereitschaften: Hellgrün
- Hubschrauberstaffeln der Volkspolizei: Hellblau
- Transportpolizei: Dunkelblau
- Transportpolizei-Kompanien: Hellblau
- Strafvollzug: hellgrau
- Berufsfeuerwehr: Malinorot
- Kampfgruppen: keine

### Deutsches Reich 1919–1945

#### Reichswehr
Im Heer der Reichswehr wurden 1921 den Waffengattungen und Spezialverwendungen Waffenfarben zugewiesen.

#### Wehrmacht
Die Wehrmacht führte ab 1935 zunächst die Waffenfarben der Reichswehr weiter. Beim Heer wurde ab 1937 die Waffenfarbe der Nachrichtentruppe verändert und neue Farben eingeführt. Außerdem kamen Farben für die neu aufgestellte Luftwaffe hinzu.

##### Marine
Der traditionellen Marineuniform waren Waffenfarben zwar fremd, doch an einige nicht schwimmende Truppenteile der Kriegsmarine wurden für den Dienst an Land auch Uniformen ähnlich denen des Heeres ausgegeben. Die Taschenform wich leicht ab, Knöpfe und Tressen waren aus Gelbmetall. Es wurden folgende Waffenfarben getragen:
- Admirale: Marineblau
- Allgemein: Marineblau
- Küstenartillerie: Rot, Besätze, Litzen etc. statt silbern gold und Schulterklappen mit goldener „Bombe“
- Wehrmachtbeamte der Kriegsmarine (Unterlage der Schulterstücke), Ärmelstreifen: Silber
  - Oberkommando der Kriegsmarine: Dunkelblau
  - Verwaltungsbeamte, Marineärzte, Marineapotheker, nichttechnische Lehrkräfte an Marinefachschulen: Kornblumenblau
  - Reichskriegsgericht, Marinekriegsgerichte: Karmesinrot
  - technische Beamte, Lotsenkommandeur, seemännische Fahrzeugbeamte, Seemaschinisten, technische Lehrkräfte an Marinefachschulen: Schwarz
- Militärseelsorge: Violett

#### Ordnungspolizei
Bei der Ordnungspolizei waren die Polizeisparten ebenfalls durch Waffenfarben gekennzeichnet:
- Schutzpolizei des Reichs, Polizei-Generale: Hellgrün
- Schutzpolizei der Gemeinden: bordeauxrot (ab 1942: Hellgrün)
- Gendarmerie: Orange
- Feuerschutzpolizei: Karmesin
- Medizinalbeamte: Kornblumenblau
- Veterinäre: Schwarz
- Verwaltungspolizei: Lichtgrau
- Wasserschutzpolizei: Zitronengelb
- Verkehrspolizei: Hochrot
- Gendarmerie-Bereitschaften: Weiß
- Luftschutzpolizei: Hellgrün
- Technische Nothilfe: Schwarz

#### Waffen-SS
Bei der Waffen-SS waren nur die Vorstöße bzw. Unterlagen der Schulterstücke in Waffenfarbe, insgesamt folgte man hier dem Vorbild des Heeres.

## Finnland
Die finnischen Streitkräfte verwenden folgende Waffenfarben (nicht am Kampfanzug):
- Generalstabsoffiziere: himbeererot mit grauer Umrandung
- Infanterie: grün mit weißer Umrandung
- Jäger: grün mit gelber Umrandung
- Garde-Jägerregiment: grün mit grauer Umrandung
- Panzertruppe: schwarz mit grauer Umrandung
- Feldartillerie: hochrot mit schwarzer Umrandung
- Flugabwehr: rot mit grauer Umrandung
- Pioniere: dunkelviolett mit grauer Umrandung
- Heeresflieger: blau mit grüner Umrandung
- Fernmeldetruppe: dunkelviolett mit gelber Umrandung
- Nachschub: blau mit grauer Umrandung
- Sanitätstruppe: grau mit roter Umrandung
- Dragoner: gelb mit blauer Umrandung
- Kavallerie-Jägerbataillon Häme: gelb mit roter Umrandung
- Militärmusik: hellblau mit weißer Umrandung
- Luftwaffe: blau mit schwarzer Umrandung
- Reserveoffizierschule: dunkelblau mit roter Umrandung
- Kadettenschule: blau mit gelber Umrandung
- Spezialoffizierschule des Heeres: grün mit roter Umrandung
- Grenztruppen: grün mit oranger Umrandung

## Frankreich
Ab 1915 führte Frankreich für die horizontblaue bzw. khakifarbene Felduniform zur Unterscheidung der Waffengattungen verschiedenfarbige Kragenabzeichen ein (Soutache, Nummer, andere Symbole), teilweise auf farbigen Kragenpatten (Kavallerie, Artillerie usw.). Bis 1940 blieb dies im Wesentlichen unverändert gültig.
(Auszug)
- Infanterie: dunkelblau
- Jäger (dunkelblaue Uniform): grün
- Kolonialinfanterie: rot
- Zuaven: garance-rot
- Fremdenlegion: grün
- algerische Tirailleurs: himmelblau
- marokkanische Tirailleurs: grün
- leichte afrikanische Infanterie (aus Vorbestraften gebildet): violett
- Kürassiere: karmesinrot auf dunkelblauer Patte
- Dragoner: weiß auf dunkelblauer Patte
- Husaren: himmelblau auf dunkelblauer Patte
- Jäger zu Pferde: grün auf dunkelblauer Patte
- Chasseurs d’Afrique: gelb auf dunkelblauer Patte
- Spahis: gelb auf dunkelblauer Patte
- Feldartillerie: hellblau auf scharlachroter Patte
- Fußartillerie: grün auf scharlachroter Patte
- reitende Artillerie: dunkelblau auf scharlachroter Patte
- schwere Artillerie: aschgrau auf scharlachroter Patte
- Artillerie spéciale (Panzer): eisengrau auf scharlachroter Patte
- Kolonial-Artillerie: scharlachrot
- Afrikanische Artillerie: hellblau auf scharlachroter Patte
- Pioniere: scharlachrot auf schwarzer Patte
- Ballontruppe: orange auf schwarzer Patte
- Flieger: schwarz auf oranger Patte
- Train: scharlachrot auf grüner Patte

Hosenbiesen:
- Infanterie: gelb
- Kavallerie: dunkelblau
- Artillerie: scharlachrot
- Pioniere: schwarz
- Luftstreitkräfte: orange
- Train: grün

## Italien

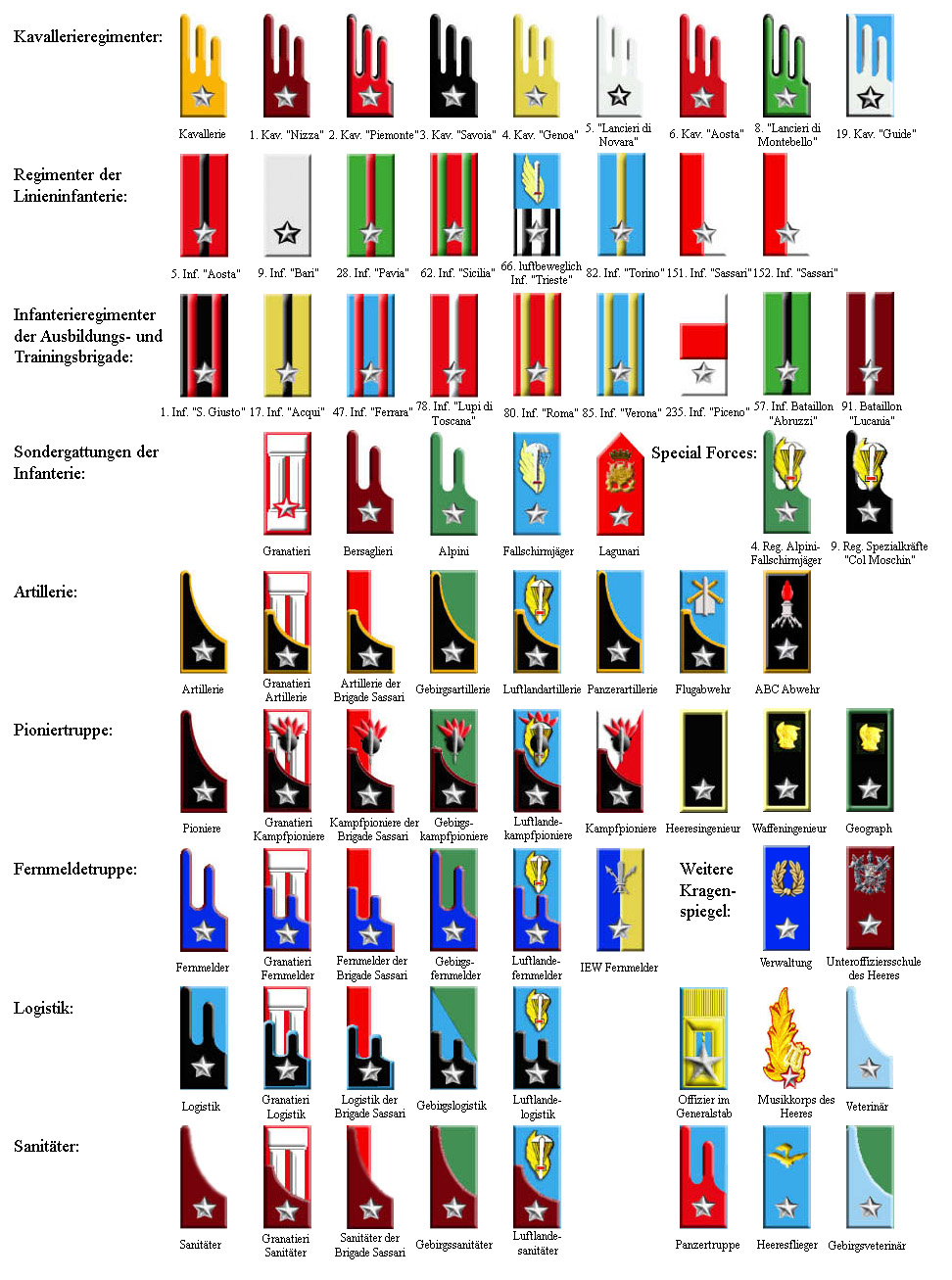
Kragenspiegel des italienischen Heeres.

Italienische Militärpersonen (also auch Angehörige von Polizeitruppen mit Kombattantenstatus) tragen als Zeichen ihrer Zugehörigkeit zu den Streitkräften zwei Sterne am Kragen. Beim Heer sind diese am Dienstanzug in die beiden Kragenspiegel integriert, soweit letztere vorhanden sind. Bei den Carabinieri (silberne litzenförmige Kragenspiegel bzw. Ornamente bei Offizieren) und bei der Guardia di Finanza (gelbe Kragenspiegel in Flammenzungenform) ist dies beim Dienstanzug immer der Fall.
Die Zugehörigkeit zu einer Waffengattung (evtl. inkl. des Regiments) zeigt sich grundsätzlich durch das Emblem auf der Kopfbedeckung und durch die Kragenspiegel. Generäle führen anstatt des Emblems ein aus römischer Zeit stammendes stilisiertes Feldzeichen auf der Kopfbedeckung und haben beim Heer keine Kragenspiegel. Die Barettfarbe ist beim Heer unabhängig von den Waffenfarben in aller Regel schwarz, Ausnahmen hiervon bilden die Fallschirmjäger (bordeauxrot), die Heeresflieger und die luftbeweglichen Truppen (blau). Grenadiere, Alpini, Bersaglieri sowie die Angehörigen des „Artillerieregiments zu Pferde“ haben (u. U.) besondere Kopfbedeckungen.
Die Kragenspiegel des italienischen Heeres können recht komplexe Züge annehmen. Sie haben entweder eine rechteckige Form und/oder die von stilisierten Feuerzungen (in Anlehnung an die weit verbreiteten Granatembleme). Die Farbe der Infanterie ist grundsätzlich scharlachrot (flammenförmige Kragenspiegel mit zwei Zungen). Die Regimenter der (mechanisierten) „Linieninfanterie“ haben eigene Farben (in rechteckigen Kragenspiegeln ohne Zungen), die sie von den Brigaden geerbt haben, denen sie bis 1919 angehörten. Der Kragenspiegel der Grenadiere sieht dem der bundesdeutschen Artillerie zum Verwechseln ähnlich. Die Kragenspiegel der Bersaglieri sind karmesinrot, die der Alpini grün, die der Fallschirmjäger hellblau, die der Lagunari scharlachrot. Die Angehörigen der Kavallerie haben, soweit sie nicht einzelnen Regimentern angehören, orangefarbene Kragenspiegel, die hier stets Flammenform mit drei Zungen haben. Die Regimenter der Linie haben wiederum eigene Farben. Die Farbe der heute zur Kavallerie gehörenden Panzertruppe ist blau-rot (rechteckige Form mit zwei roten Zungen vor blauem Hintergrund). Die Waffenfarbe der Artillerie (inkl. Flugabwehr und ABC-Abwehr) und der Pioniertruppe ist schwarz. Hier ist auf den rechteckigen Kragenspiegeln neben der schwarzen Farbe (eine Zunge mit gelbem Rand bei der Artillerie, mit karmesinrotem Rand bei den Pionieren) in einigen Fällen die Farbe der Waffengattung zu sehen, die der jeweilige Artillerie- oder Pionierverband unterstützt (z. B. schwarz-grün: Gebirgsartillerie, schwarz-blau: Luftlandepioniere; z. T. auch schwarz mit den Farben des übergeordneten Großverbands). Die Kampfpioniere (genio guastatori) haben auf ihren Kragenspiegeln zusätzlich eine stilisierte Granate mit einem Gladius. Dieses Mischverfahren findet auch bei der Fernmeldetruppe (zwei blaue Zungen mit rotem Rand), im Bereich der Logistik (zwei schwarze Feuerzungen mit blauem Rand) und des Sanitätswesens (eine rote Zunge; bei den Veterinären hellblau) Anwendung. Das Personal des Verwaltungsbereichs hat rechteckige, komplett in blau gehaltene Kragenspiegel. Die der Ingenieure des Heeres sind komplett schwarz, haben jedoch teilweise besondere Abzeichen, die auf spezielle Aufgabenbereiche hinweisen. Die Heeresflieger haben hellblaue Kragenspiegel, auf denen auch das Emblem dieser Truppe zu sehen ist. Die Kragenspiegel der Offiziere im Generalstabsdienst haben ein rechteckiges goldenes Emblem vor blauem Hintergrund.
Bei Marine und Luftwaffe kennt man keine Kragenspiegel, sondern nur Tätigkeitsabzeichen oder kleinere Variationen bei anderen Abzeichen (etwa Tätigkeitsabzeichen über dem Dienstgradabzeichen von Mannschaften und Unteroffizieren bei der Marine).

## Japan
Die japanische Armee hatte bei der Einführung westlicher Uniformen im Jahr 1880 zunächst folgende Waffenfarben:
- Gardeinfanterie: rot[4]
- Infanterie: gelb, nach 1905 rot[4]
- Gardeartillerie: weiß, roter Mützenstreifen, nach 1905 alles gelb[4]
- Artillerie: weiß, nach 1905 gelb[4]
- Train: hellblau[4]
- Pioniere: dunkelrot[4]

Von 1916 bis 1945 gab es dann folgende Waffenfarben:
- Infanterie: rot[4]
- Kavallerie: grün[4]
- Artillerie: gelb[4]
- Train: blau[4]
- Pioniere und Flieger: dunkelrot[4]
- Feldpolizei: schwarz[4]

An der Felduniform im Zweiten Weltkrieg erschien die Waffenfarbe nur mehr über der rechten Brusttasche als gezackte Borte.

## Mandschukuo
Die Mandschurische Armee verwendete ähnliche Waffenfarben wie die japanische:
- Infanterie: scharlachrot
- Kavallerie: hellgrün
- Artillerie: gelb
- Pioniere: braun
- Train: dunkelblau
- Nachschubtruppe: silbergrau
- Sanitätstruppe: dunkelgrün
- Veterinärmediziner: purpurn
- Militärjustiz: weiß
- Militärmusik: blau
- Luftwaffe: hellblau
- Gendarmerie: schwarz

## Mexiko
Die Mexikanische Armee verwendet Waffenfarben, die als schmaler Streifen an der Schulterklappe erscheinen. Zusätzlich werden auch symbole für einzelne Waffengattungen verwendet.
- Generale: gold
- Stab des Präsidenten, Garde des Präsidenten, Generalstab: hellbraun
- Infanterie: scharlachrot
- Artillerie: burgunderrot
- Quartiermeistertruppe: rotbraun
- Transporttruppe: hellorangebraun
- Justizdienst, Militärpolizei: grün
- Pioniere, Fernmeldetruppe: blau
- Kavallerie: hellblau
- Kartographiescher Dienst: hellgraublau
- Luftwaffe, Fallschirmjäger: purpurn
- Militärmusik: grau
- Panzertruppe: hellgrau
- Nachrichtendienst: sehr helles grau
- Verwaltungsdienst und Intendanten: braungrau
- Sanitätstruppe, Veterinärmediziner: gelb

## Österreich

### Bundesheer
Waffenfarbe(n), oder Egalisierungsfarbe(n) werden in Österreich bei Militär und Polizei traditionell zu Uniform und Rangabzeichen oder Dienstgradabzeichen getragen. Im Bundesheer kennzeichnen Waffenfarben die Zugehörigkeit der Soldaten zu Truppengattungen, Spezialtruppe, Einheiten, Verwendungen oder Ranggruppen.

#### Historische Entwicklung
Mit seiner Errichtung 1920/21 übernahm das Bundesheer mit einer stark am Vorbild der Reichswehr orientierten Uniform im Prinzip auch deren Waffenfarben, nur dass die Infanterie grasgrün und die Jäger gelbgrün erhielten. Ende 1933 wurde eine an der k.u.k-Vorkriegsuniform orientierte Bekleidung eingeführt, Waffenfarben machten wieder der traditionellen Egalisierung der Regimenter mit Knopf- und Abzeichenfarben Platz.

#### Waffenfarben heute
Auch das Bundesheer der 2. Republik lehnt sich mit seinen Waffenfarben an Deutschland an. Die Waffenfarbe bestimmt die Grundfarbe des Rangabzeichens (Kragenspiegel).
Die nachfolgende Tabelle zeigt beispielhaft die gegenwärtig genutzten Waffenfarben im Bundesheer:
| Truppe, Einheit, Verwendung              | Waffenfarbe                     | Waffenfarbe | Beispiel (Paroli)       | Rang                  |
| ---------------------------------------- | ------------------------------- | ----------- | ----------------------- | --------------------- |
| Garde                                    | scharlachrot mit weißem Vorstoß |             |                         | Oberstabswachtmeister |
| Garde                                    | scharlachrot mit weißem Vorstoß |             |                         | Oberstabswachtmeister |
| Jagdkommando / Heeressportzentrum        | gelbgrün                        |             |                         | Korporal              |
| Jäger                                    | grasgrün                        |             |                         | Oberleutnant          |
| Panzer / Panzergrenadiere                | schwarz                         |             |                         | Leutnant              |
| Aufklärer                                | gelb                            |             |                         | Stabswachtmeister     |
| Theresianische Militärakademie           | rot                             |             |                         | Fähnrich              |
| Artillerie / Fliegerabwehr / LV Akademie | rot                             |             | Offiziersstellvertreter |                       |
| Pioniere                                 | stahlgrün                       |             |                         | Zugsführer            |
| ABC-Abwehrtruppe                         | hechtgrau                       |             |                         | Gefreiter             |
| Fernmeldetruppe                          | rostbraun                       |             |                         | Vizeleutnant          |
| Flieger                                  | violett                         |             |                         | Hauptmann             |
| Generäle                                 | gold                            |             |                         | General               |

- Technischer Dienst: braun
- Höherer militärischer technischer Dienst: braun-rot
- Höherer militärischer fachlicher Dienst: rot-blau
- Generalstabsdienst: rot-schwarz
- Intendanzdienst: grün-dunkelrot
- Versorgung: dunkelblau
- Militärmedizinischer Dienst (Arzt): blau-schwarz
- Militärmedizinischer Dienst (Tierarzt): dunkelrot-schwarz
- Militärmedizinischer Dienst (Apotheker): lila-schwarz
- Sanität: himmelblau
- Wirtschaft: hellblau
- Grundfarben Uniform: Feldgrau Uniformrock, Steingrau Uniformhose

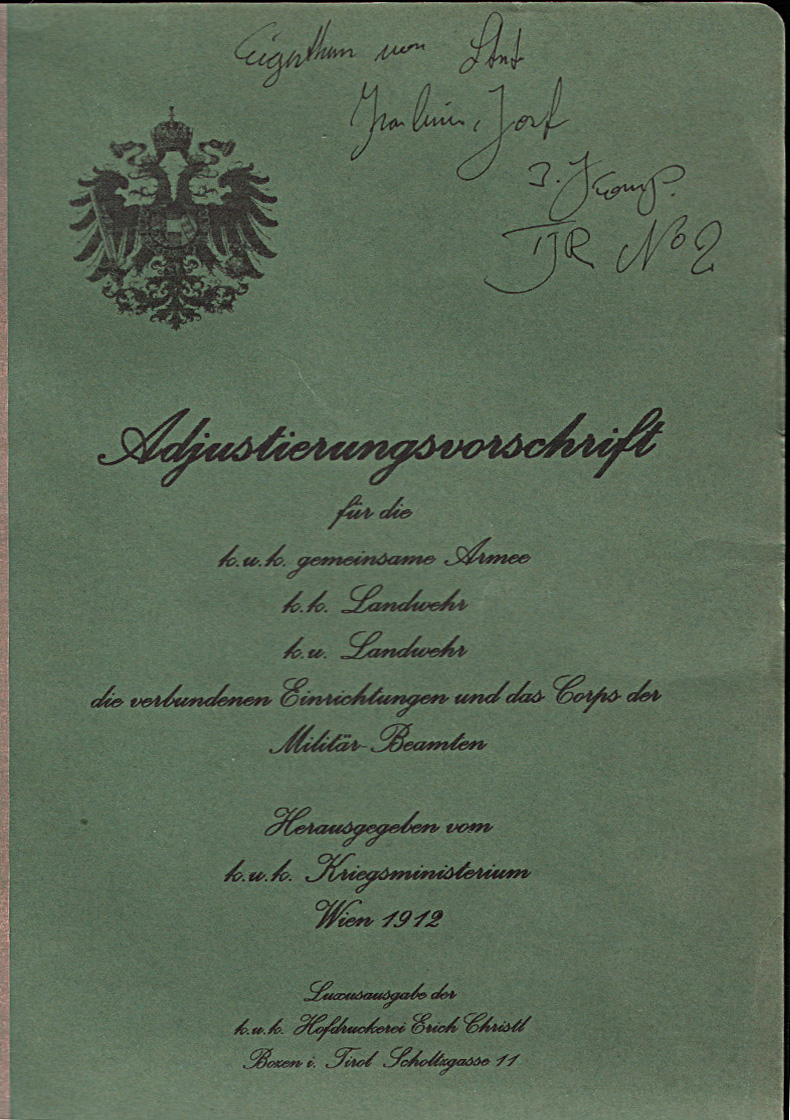
Die Adjustierungsvorschrift enthält die Farbmustertafeln

### Bundespolizei
Bei der Bundespolizei erscheint die Waffenfarbe an Dienstgradabzeichenen sowie Tellerkappenstegen:
- allgemein und Polizeiseelsorger: Krapprot
- Höherer Dienst (Polizeijuristen und Amtsärzte): Bordeauxviolett

### K.u.k. Egalisierungsfarben
Der Begriff zerfällt in Egalisierung als Gesamt- und in Egalisierungsfarben oder Waffenfarben bzw. Abzeichenfarben als Unterbegriff.
In diesem umgangssprachlich auch Farbenkastl genannten sehr komplizierten System des k.u.k. Militärs bezeichnete man mit Egalisierung einerseits die Unterscheidungsmerkmale bei den zuletzt 102 Infanterie-Regimentern, den Ulanen und Dragonern des Friedensstandes der gemeinsamen Armee untereinander, andererseits bei allen übrigen die Zugehörigkeit zu einer Waffengattung, Truppengattung, Spezialtruppe bzw. einer Dienststellung oder einer Verwendung.

## Polen
Die polnische Armee verwendete in den 1930er Jahren folgende Waffenfarben auf Kragenpatten und Mützenbändern:
- Infanterie: blau
- Grenzschutzkorps: grün
- Artillerie, Flugabwehr: grün
- Pioniere, technische Truppe, Eisenbahner, Nachrichtentruppen, Kraftfahrtruppen: schwarz
- Flieger: gelb
- Sanitätstruppe: rot
- Gendarmerie: orange

Die Kavallerie hatte je nach Regiment unterschiedliche Farben entsprechend der Lanzenflagge und anstatt vollfarbiger Kragenpatten eine kleine Flagge auf dem Grundtuch des Kragens. Ebenso Train (hellblaue Flagge) und Kampfwagen (schwarz-orange Flagge).
Heutige Waffenfarben:
- Generale, mechanisierte Truppen, Justiz und Ehrengarde: Dunkelblau
- Nachfolger von historischen Panzereinheiten und Aufklärung: Orange
- Artillerie, Raketentruppen und Flugabwehr: Dunkelgrün
- Pioniere und Militärschüler: Schwarz
- Hauptquartiere und Fernmeldetruppe: Hellblau
- Mediziner: Kirschfarben
- Militärpolizei: Rot
- Geistlichen: Violett
- Hauptquartier, 1. Mechanisierte Division „Warschau“ und 1. Panzerdivision „Warschau“: Gelb

## Rumänien
Die Streitkräfte Rumäniens trugen seit den 1980er Jahren bis circa 2005 Kragenpatten und Mützenbänder in folgenden Farben:
- Infanterie, Verwaltung, Justiz, Musik: rot
- Artillerie, Panzer, Pioniere, chemische und technische Truppe: schwarz
- Sanitätswesen: braun
- Gebirgstruppen: dunkelgrün
- Grenztruppen: hellgrün
- Flieger: blau
- Logistik: lila

## Schweiz
Auch nach Modell „Armee XXI“ (gültig seit dem 1. Januar 2004) sind bei der Ausgangsuniform (Tenue A) der Schweizer Armee der Kragenspiegel und die Rangschlaufen in der Waffenfarbe gehalten. Die Pfeifenschnur der Unteroffiziere ist schwarz, kann jedoch privat in der Abzeichenfarbe beschafft werden. Bei der Infanterie, Artillerie, den Sanitätstruppen, den Flieger- und Fliegerabwehrtruppen sowie den Logistiktruppen sind die Bérets auch in Abzeichenfarbe gehalten (sonst schwarz).

## Tschechoslowakei
Die Streitkräfte der ersten Tschechoslowakischen Republik verwendeten ab Anfang der 1920er Jahre folgende Waffenfarben:
- Generale und Generalstab sowie Artillerie: scharlachrot[8]
- Infanterie (einschließlich Grenzjäger, Burgwache und Gebirgsjäger) sowie Panzertruppe: kirschrot[8]
- Kavallerie: goldgelb[8]
- Pioniere: dunkelbraun[8]
- Nachrichtentruppe: hellbraun[8]
- Train: zunächst dunkelgrün, später orange, dann goldgelb[8]
- Kraftfahrtruppe: dunkelgrün[8]
- Luftwaffe: hellblau[9]
- Sanitätsdienst: schwarz mit verschiedenfarbigen Vorstößen[10]:
- Intendantur: dunkelblau[10]:
- Justiz: violett[10]:
- Ergänzungsbehörden: ocker[10]:
- Lehrpersonal/Kartographie: hellgrün[10]:

## UdSSR
Die sowjetischen Streit- bzw. Sicherheitskräfte verwendeten in den letzten Jahrzehnten der UdSSR folgende Waffenfarben:
- Sowjetarmee:
  - Infanterie und motorisierte Schützen: rot
  - Panzer, Artillerie und technische Truppen: schwarz
  - Luftstreitkräfte und Luftlandetruppen: hellblau
- Sowjetische Marine: marineblau
- KGB:
  - Grenztruppen der UdSSR: grün grün
  - KGB-Truppen: dunkelblau
- Innenministerium der UdSSR:
  - Innere Truppen der UdSSR: weinrot

## Ungarn
Von 1936 bis 1945 trug die Königlich Ungarische Armee folgende Waffenfarben:
- Offiziere in Militärkanzleien des Reichsverwesers: weiß[11]
- Generale und Artillerie: scharlachrot[11]
- Generalstab:: schwarzer Samt mit scharlachrotem Vorstoß[11]
- Technischer Generalstab:: brauner Samt mit scharlachrotem Vorstoß[11]
- Infanterie und Radfahrtruppe: grasgrün[11]
- Grenzwache: grün mit rotem Vorstoß[11]
- Husaren: lichtblau[11]
- Panzertruppe: violett[11]
- Militärmusik: lila[11]
- Sanitätsdienst: schwarz[11]
- Technische Truppen und Verbindungstruppe: dunkelstahlgrün[11]
- Kraftfahrtruppe: braun[11]
- Train: gelb, ab 1922 braun[11]
- Offiziere in Lokalanstellungen: orange[11]
- Wirtschaftsoffiziere: karminrot[11]

## USA
Seit etwa 1830 verwendet die United States Army folgende Waffenfarben, die sich heute jedoch nur mehr an der dunkelblauen Uniform für besondere Anlässe finden lassen.
- Infanterie: hellblau
- Kavallerie: gelb
- Jäger zu Pferde (aufgestellt 1846): grün
- Dragoner: orange
- Artillerie: rot
- Militärpolizei: weiß

(Jäger zu Pferd und Dragoner gingen 1861 in der Einheitskavallerie auf und bekamen auch deren Waffenfarbe)